# Rio Branco Esporte Clube (Sergipe)
Rio Branco Esporte Clube é um clube de futebol da cidade de Capela, no estado de Sergipe. Foi fundado dia 08 de novembro de 1918 e suas cores são o branco e o azul.

## História
Disputou o Campeonato Sergipano durante as décadas de 40 e 50. Com a implantação do profissionalismo afastou-se das competições, mantendo-se como um dos principais clubes do futebol amador sergipano. Foi considerado um dos maiores clubes do estado na década de 1980.

## Títulos

### Futebol
| Estadual | Estadual     | Estadual | Estadual            |
|          | Competição   | Títulos  | Temporadas          |
| -------- | ------------ | -------- | ------------------- |
| Sergipe  | Copa Sergipe | 0        | Vice-campeão (2016) |